# Спело
Спѐло (на италиански: Spello) е градче и община в Централна Италия, провинция Перуджа, регион Умбрия. Разположено е на 280 m надморска височина. Населението на общината е 8712 души (към 2010 г.).